# 오진 천황
오진 천황(일본어: 応神天皇(おうじんてんのう), 201년 (321) 1월 5일? ~ 310년 (430) 3월 31일?)은 일본의 제 15대 천황(재위 : 270년 (390) 2월 8일? ~ 310년 (430) 3월 31일?)이다. 오진(應神)은 중국식의 시호이며, 일본식 시호는 호무다와케노미코토(譽田別尊), 또는 오토모와케노미코토(大鞆和氣命)이라고도 전해진다. 그는 실제 일본의 최초의 천황이라고 전해진다. 중세에는 전쟁의 신 하치만으로 신격화되어 숭배의 대상이 되었다.

## 개요
실존 했던 천황이라고도 말하지만, 일부 사학자들에 의해 전설적인 천황으로 여겨지기는 한다. 닌토쿠 천황 조의 기록의 중복과 혼란 등이 있어, 오진 닌토쿠 동일 인물설등이 나와 있다. 그 연대는 고사기 간지붕년(干支崩年)에 따르면, 4세기 후반 쯤이 된다. 기기(記紀)에 기록된 계보는, 오진 천황은 당시에 권력을 차지했던 자의 계보를 조작하여 만든 계보라고 타당하다는 설이 있다. 오진 천황의 실존에 대해 의문 있어, 오진 천황의 실상을 둘러싸고는 여러 가지 설이 나왔다. 오진 천황의 일본식 시호인 호무다는 8대 이전의 가공의 천황과 현저하게 차이가 나는 점으로부터 실존 했다는 설, 3왕조 교대설에 있어서의 정복왕조의 창시자로 하는 설, 야마타이국의 동천설에 관련되어 황실의 선조로서 제사 지내지고 있는 신으로 하는 설, 카와치 왕조(河内王朝)의 시조라고 보는 설 등 있다. 또, 일본 밖의 사료와 비교하여, 송서, 양서에 보이는 왜오왕 찬(倭五王 讃)에 비정 하는 설(그 밖에 닌토쿠 천황이나 리추 천황을 비정 하는 설도 있다)이 있다.

## 생애
고사기와 일본서기에 따르면 오진은 주아이 천황과 그의 황후인 진구 황후의 아들이라고 주장한다. 주아이가 오진의 탄생 이전에 진구 황후가 삼한 정벌하러 우미(宇瀰)에서 태어났다고 한다. 그의 어머니 진구 황후는 실상의 지배자가 되어 201년(321년) ~ 269년(389년) 동안 섭정했다고 한다. 진구 황후 4년(204년)(324년)에 태자가 되었다. 오진 천황 원년(270년)(390년)에 71세에 즉위, 동41년(310년)(430년)에 111세에 사망하였다고 한다.「고사기」에 130세로 사망한 것으로 나와 있다. 그러나 전설은 후대에 조합되었던 것으로 오진이 주아이가 죽었을 때 임신 중이었다고 주장한다.

## 가계
- 아버지 : 일본 제14대 주아이 천황(仲哀天皇, ?~200)
- 어머니 : 진구황후 오키나가타라시히메노미코토(神功皇后 氣長足姫尊, 170~269)
  - 황후 : 나카쓰히메노미코토(仲姫命)
    - 딸 : 아라타노히메미코(荒田皇女)
    - 4남 : 일본 제16대 닌토쿠 천황(仁德天皇, 257~399)
    - 아들 : 네토리노미코(根鳥皇子) - 여동생인 아와지노미하라노히메미코의 남편

  - 비 : 다카키노이리비메(高城入姫) - 나카쓰히메노미코토의 언니
    - 아들 : 누카타노오나카쓰히코노미코(額田大中彦皇子)
    - 아들 : 오야마모리노미코(大山守皇子, ?~310?)
    - 아들 : 이자노마와카노미코(去来真稚皇子)
    - 딸 : 오하라노히메미코(大原皇女) - 오토히메노미코토의 소생이라고도 함
    - 딸 : 고무쿠타니히메미코(澇来田皇女)

  - 비 : 오토히메노미코토(弟日賣命) - 나카쓰히메노미코토와 다카키노이리히메의 여동생
    - 딸 : 아헤노히메미코(阿倍皇女)
    - 딸 : 아와지노미하라노히메미코(淡路御原皇女) - 오빠인 네토리노미코의 왕비
    - 딸 : 기노우노노히메미코(紀之菟野皇女)
    - 딸 : 시게하라노히메미코(滋原皇女)
    - 딸 : 미노노이라쓰메(三野郎女)

  - 왕비 : 미야누시야카히메(宮主宅媛)
    - 아들 : 우지노와키이라쓰코노미코(菟道稚郎子皇子, ?~312) - 오진 천황의 황태자
    - 딸 : 야타노히메미코(矢田皇女) - 제16대 닌토쿠 천황의 황후
    - 딸 : 메토리노히메미코(雌鳥皇女)

  - 왕비 : 오나베히메(小甂媛) - 미야누시야카히메의 여동생
    - 딸 : 우지노와키이라쓰히메노히메미코(菟道稚郎女皇女) - 제16대 닌토쿠 천황의 왕비

  - 왕비 : 오키나가마와카나카쓰히메(息長真若中比賣)
    - 아들 : 와카누케후타마타노미코(稚野毛二派皇子) - 제26대 게이타이 천황의 고조부

  - 왕비 : 이토히메(糸媛)
    - 아들 : 하야부사와케노미코(隼総別皇子)

  - 왕비 : 히무카노이즈미노나가히메(日向泉長媛)
    - 아들 : 오하에노미코(大葉枝皇子)
    - 아들 : 오하에노미코(小葉枝皇子)
    - 딸 : 하타비노와카이라쓰메(幡日之若郎女) - 제17대 리추 천황의 황후

  - 비 : 가구로히메(迦具漏比賣)
    - 딸 : 카와라타노이라쓰메(川原田郎女)
    - 딸 : 다마노이라쓰메(玉郎女)
    - 아들 : 가타지노미코(迦多遅王)

  - 비 : 가쓰라기노노이로메(葛城野伊呂賣)
  - 비 : 에히메(兄媛)

| 전 임 주아이 천황 | 제15대 일본 천황 270년 2월 8일? ~ 310년 3월 31일? | 후 임 닌토쿠 천황 |

## 같이 보기
- 일본 천황
- 하치만 신